# Spoorlijn Kilafors - Söderhamn
De spoorlijn Kilafors - Söderhamn (Zweeds: Järnvägslinjen Kilafors–Söderhamn) is een spoorlijn in het midden van Zweden in de provincie Gävleborgs län. De lijn verbindt de plaatsen Kilafors en Söderhamn met elkaar.
De spoorlijn is 36,3 kilometer lang en werd in 1886 in gebruik genomen.

## Afbeeldingen

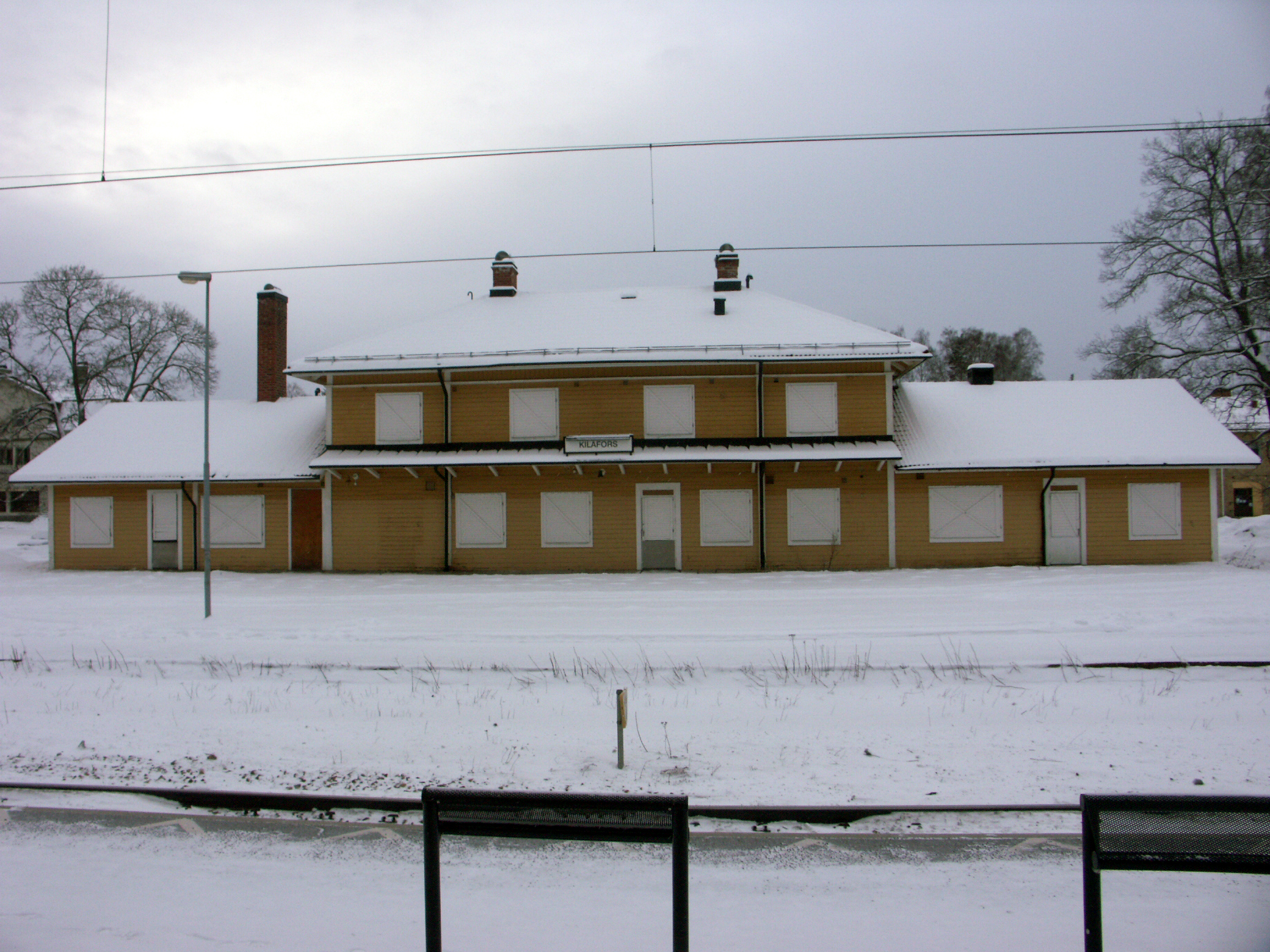
Station Kilafors
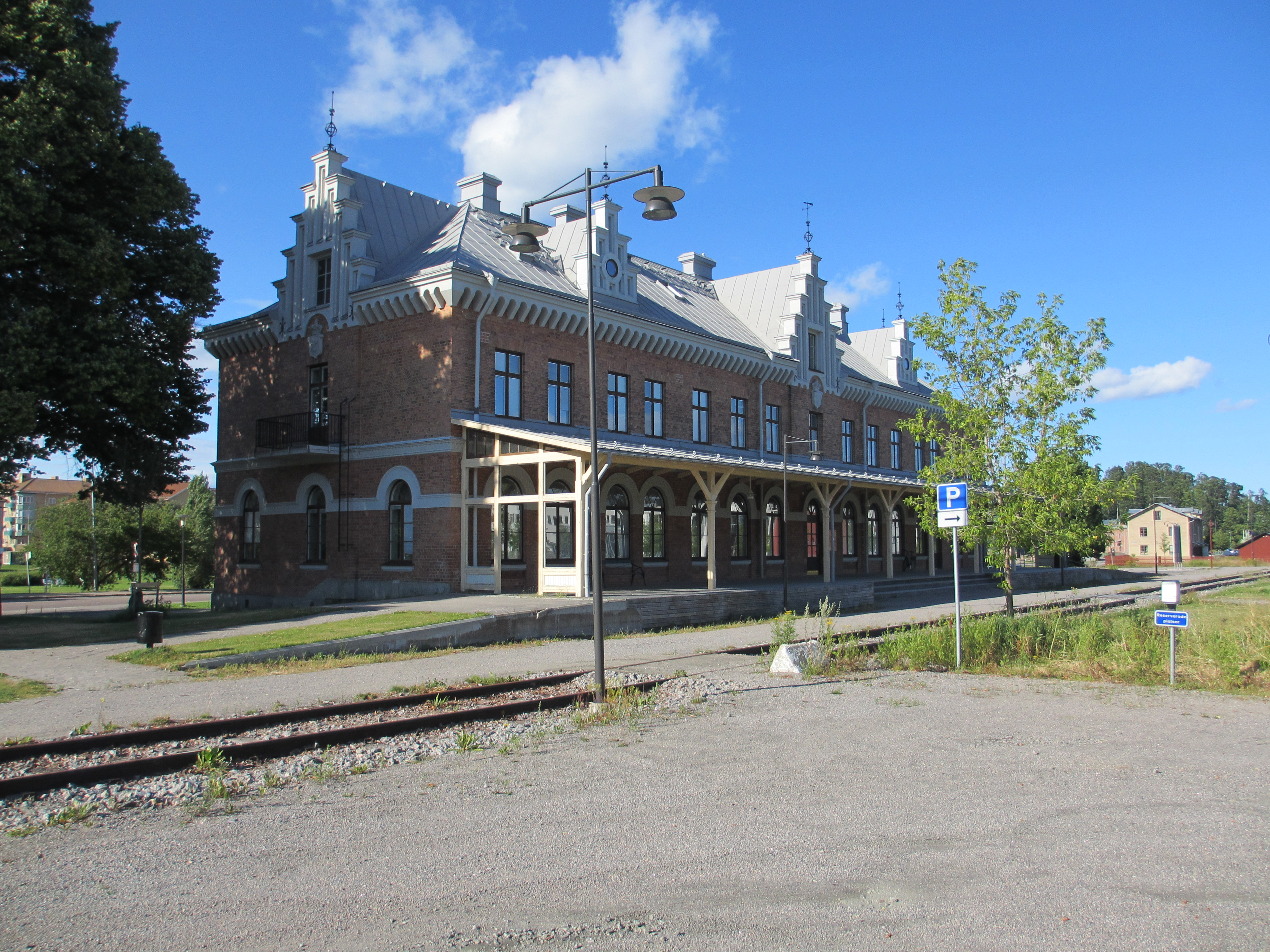
Station Söderhamn